# Andrzej Saramonowicz
Andrzej Bogdan Saramonowicz est un journaliste, scénariste, réalisateur et producteur polonais. Né le 23 février 1965 à Varsovie, il commence par étudier l'histoire à l'université avant de se consacrer au journalisme. Il travaille pour Gazeta Wyborcza, Viva! et Przekrój, parmi les plus importants magazines de la presse polonaise. Il signe ensuite une série de scénarios (qu'il réalisera lui-même pour la plupart) qui représentent un renouveau de la comédie polonaise et les plus grands succès cinématographiques de la dernière décennie. Ses longs-métrages Testosteron, Lejdis et Idealny facet dla mojej dziewczyny réaliseront un total de 4,6 millions d'entrées, soit le quart des entrées tous films confondus sur cette période.

## Débuts cinématographiques
L'écriture de la pièce de théâtre Testosteron, qui sera adaptée à l'écran en 2007, signe le début de ses ambitions de scénariste. Testostérone, une comédie hormonale (titre français) eut un succès inespéré et fut jouée en Slovaquie, Bulgarie, République tchèque, Estonie et Turquie en plus de rester à l'affiche plus de huit ans en Pologne (interprétée par la troupe Teatr Montownia). À la même époque commence sa collaboration artistique avec Tomasz Konecki, dont le premier produit sera la comédie Pół serio (À moitié sérieux), basée sur un programme culturel télévisé du même nom. La comédie, sortie en 2000, fut la révélation du Festival du film de Gdynia et valut à Saramonowicz le Prix Spécial du Jury pour son scénario. En 2002, il participe au projet Spotkania ("Rencontres"), une série de courts-métrages de l'École de cinéma Andrzej Wajda.
En 2003, le duo Saramonowicz/Konecki dévoile son projet suivant, intitulé Ciało (Le Corps). Écrit entièrement par Saramonowicz et codirigé avec Konecki, Ciało connaît un succès populaire et critique et remporte le prix principal (Złote Kaczki) de la cérémonie organisée par le magazine Film, se voyant ainsi couronné meilleure production de 2003. Ciało est une comédie à l'humour noir et à la narration déstructurée rappelant le style de Tarantino. En 2004, Saramonowicz écrit une pièce de théâtre commanditée par le directeur du théâtre Narodowy, Jan Englert, à propos de l'histoire post-communiste polonaise. Intitulée 2 Maya (2 mai), la pièce est jouée pour la première fois le 28 février 2004.
En 2005, il crée avec son épouse (Malgorzata Saramonowicz, auteure) une série télévisée dramatique, Tango z aniołem (Tango avec un ange), mêlant thriller, surnaturel et mélodrame. Bien que saluée par la critique comme une des séries les plus intéressantes de la télévision polonaise des dernières années, seuls 25 des 50 épisodes prévus furent diffusés (d'août 2005 à janvier 2006).

## Les grands succès
En 2007, Saramonowicz réalise avec Van Worden, la compagnie qu'il a cocréée, l'adaptation cinématographique de sa pièce Testosteron. Testosteron fit un carton (1,4 million de spectateurs) et, de nouveau, eut un succès sans précédent au Festival du Film de Gdynia de 2007. Suivirent les longs-métrages Lejdis (2,5 millions de spectateurs), qui eut un impact social considérable en Pologne - notamment dans sa représentation de la psyché féminine polonaise d'aujourd'hui -, et Idealny facet dla mojej dziewczyny (700 000 spectateurs, un chiffre respectable considérant le sujet et la nature polémique du film, centré sur l'importance de l'Église catholique en Pologne et l'état du féminisme polonais). En 2010, Andrzej Saramonowicz signe avec Warner Bros. un contrat pour deux longs-métrages, dans le cadre de la stratégie de production locale polonophone de Warner. Le premier, Jak się pozbyć cellulitu (Comment se débarrasser de la cellulite) est sorti le 4 février 2011. Le script du second, que Saramonowicz écrit pendant un séjour en Italie, ne sera finalement pas tourné en raison d'un désaccord économique avec Warner Bros.

## Filmographie

### Comme réalisateur
- Ciało (2003)
- Testosteron (2007)
- Jak się pozbyć cellulitu (2011)
- Bejbis (2022)

### Comme scénariste
- Rodziców nie ma w domu (1997-1998)
- 13 posterunek (1998)
- Pół serio (2000)
- Ciało (2003)
- Tango z aniołem (2005-2006)
- Testosteron (2007)
- Lejdis (2007)
- Idealny facet dla mojej dziewczyny (2009)
- Jak się pozbyć cellulitu (2011)
- Bejbis (2022)

### Comme producteur
- Lejdis (2007)
- Idealny facet dla mojej dziewczyny (2009)
- Jak się pozbyć cellulitu (2011)